# Los Hermanos Carrión
Los Hermanos Carrión son un conjunto músico-vocal mexicano formado a mediados de los años 1950 en la ciudad de Durango, Durango, que tuvo su época de apogeo durante las décadas de los años 1960 y 1970 del siglo XX. Su estilo presenta marcada influencia del dueto estadounidense The Everly Brothers. Fueron pioneros en la promoción del rock and roll en México, así como de baladas de artistas como Neil Sedaka, Paul Anka y Del Shannon. 
Tenían una armonía musical excelente, principalmente con Eduardo "Lalo" Carrión, el vocalista principal, y Ricardo Carrión en acompañamiento, dado que el ritmo de sus voces y la característica de esta emisión, fueron el sello de esta agrupación musical. 
Entre estos éxitos se encuentran «Magia blanca» éxito de Marty Robbins, «Las cerezas», «Se fue» éxito de Del Shannon, número uno de Billboard en 1961, «Adiós, adiós amor» éxito de los Everly Brothers, número uno según Billboard en 1958. «Creo estar soñando» éxito de Neil Sedaka, «Entre la lluvia y mi llorar» éxito de los Everly Brothers, «Rosas rojas» éxito de Bobby Vinton y número uno en Billboard de 1962 y «Lanza tus penas al viento».

## Biografía
Con la presencia básica de los hermanos Eduardo Federico y Ricardo Sergio Carrion Samaniego, la historia arranca hacia finales de la década de los años 50, grabando 5 temas en la grandiosa pero hoy desaparecida compañía Discos Cisne. Influidos por la avasalladora corriente musical que se fraguaba y detonada por la exhibición en México de películas estadounidenses donde el rock era un elemento esencial, los dos hermanos deciden formar una agrupación para verter sus inquietudes exclusivamente dentro de su círculo de amistades simplemente por afición (sus elementos complementarios eran: Ricardo Escasena y Martín Jiménez). Es dentro de su círculo de amistades que conocen a quien entonces fungía como requintista de Los Camisas Negras, Diego de Cossio. De Cossío tenía algunas dificultades por su participación con Los Camisas Negras, grupo en el que César Costa era vocalista. Al disolverse el grupo de Diego, en compañía de su hermano Juan Manuel pasa a formar parte de los Hermanos Carrion.
Sus mayores éxitos fueron grabados en CBS Columbia, hoy Sony. 
Durante el año 1962-1963 su vocalista principal Eduardo "Lalo" Carrión, decidió hacer carrera de solista, grabando con éxito las canciones "Gina" éxito de Johnny Mathis, "Yo sufro" éxito de Roy Orbison, acompañado por la orquesta de Chuck Anderson. Posteriormente decidió regresar con su grupo y seguir cantando con ellos.
En 2007 participaron en el reality show de Televisión Azteca, Disco de oro, conducido por José Luis Rodríguez "El Puma" y María Inés Guerra, en una competencia entre varios artistas de distintas décadas con la finalidad de conocer al triunfador, para así grabarle una producción discográfica y lograr nuevamente un disco de oro.  
El 30 de enero de 2015 fallece Héctor Enrique Carrión, víctima de un paro cardíaco en la Ciudad de México.

## Miembros
- Eduardo Federico "Lalo" Carrión Samaniego  - (cantante/guitarra)
- Ricardo Sergio "El Güero" Carrión Samaniego - (cantante/guitarra)
- Héctor Enrique Carrión Samaniego - (cantante/bajo)
- Alejandro García Gómez - (batería)
- Heriberto Estrada - (guitarra de requinto)
- Marcos Domínguez Valle - (bajo - dirección musical)

### Antiguos miembros
- Ricardo "Sabanita" Escasena
- Diego de Cossío
- Juan Manuel de Cossío